# ميخائيل رودريغيز
ميخائيل رودريغيز (بالإسبانية: Michael Rodríguez)‏ هو دراج كولومبي، ولد في 29 يوليو 1989 في كولومبيا.

## وصلات خارجية
- مايكل رودريغيز على موقع أرشيف الدراجات (الإنجليزية)
- مايكل رودريغيز على موقع إحصائيات الدراجات الإحترافية (الإنجليزية)
- مايكل رودريغيز على موقع نسبة الدراجات (الإنجليزية)